# Spartak (koupaliště)
Koupaliště Spartak, dnes akvapark, se nachází v ukrajinském městě Užhorodu, ve východní části města, u řeky Už. Současný akvapark vznikl přestavbou původně funkcionalistického koupaliště, které vzniklo během existence První československé republiky podle návrhu architekta Ludwiga Oelschlägera.

## Historie
Koupaliště vzniklo v závěru 20. let 20. století, slavnostně bylo otevřeno v roce 1929. Jeho budování bylo financováno z městského rozpočtu Užhorodu. V roce 1967 k němu byla přibudována kotelna, díky čemuž mohl být otevřen i v zimě. Až v 90. letech byl provoz přerušen. Na počátku 21. století město Užhorod odsouhlasilo prodej bazénu do soukromých rukou; později byl rekonstruován (byť necitlivě) a přestavěn na akvapark.